# Campionati italiani assoluti di scherma del 1907
I Campionati italiani assoluti di scherma del 1907 sono stati organizzati dalla Federazione Italiana Scherma.
Nel fioretto, si è aggiudicato il titolo dei campionati italiani Dino Diana.
Il titolo della spada è andato a Giuseppe Mangiarotti, che ha vinto il suo secondo titolo dopo quello del 1906.
Nella sciabola Alessandro Pirzio Biroli ha vinto il titolo nazionale maschile.

## Podi

### Uomini
| Specialità  | Oro                      | Argento | Bronzo |
| Individuali |                          |         |        |
| Fioretto    | Dino Diana               | -       | -      |
| Spada       | Giuseppe Mangiarotti     | -       | -      |
| Sciabola    | Alessandro Pirzio Biroli | -       | -      |